# 特恩角
特恩角（英語：Thern Promontory），是南極洲的海岬，位於維多利亞地的斯科特海岸，處於南森山以西13公里的艾森豪山脈南端，海拔高度2,220米，由美國南極名稱諮詢委員命名，現時由南極條約體系管理。